# 爱德华·费希尔
爱德华·费希尔（英語：Edward Fisher，1994年4月16日—），英国男子赛艇运动员。他曾代表英国参加美国萨拉索塔举行的2017年世界赛艇锦标赛，获得男子轻量级四人双桨银牌。